# Đoàn Trí Hưng
Đoàn Trí Hưng (段智興, bính âm: Duàn Zhìxīng, ?-1200) là một Hoàng đế nước Đại Lý, tại vị từ năm 1170 - 1200.

## Trong lịch sử
Những ghi chép về Đoàn Trí Hưng không có nhiều. Năm sinh và năm mất của ông đều không rõ, chỉ biết ông lên ngôi Hoàng đế Đại Lý năm 1172 và từ ngôi năm 1200, tại vị 28 năm. Trong thời gian trị vì, ông đã có năm lần đổi niên hiệu: Lợi Trinh (1172-1175), Thịnh Đức (1176-1180), Gia Hội (1181-1184), Nguyên Hanh (1185-1197), Định An (1198-1200).
Cũng như nhiều vị vua khác của Đại Lý, Đoàn Trí Hưng tôn sùng Phật giáo. Trong thời gian trị vì, ông ít quan tâm đến quốc sự, chỉ lo đại tu chùa chiền, xây dựng mới 60 tự viện, đối với một tiểu quốc như Đại Lý, đã làm hao tổn quốc lực không ít. Năm 1200 ông thoái vị và nhường ngôi cho con mình là Đoàn Trí Liêm. Khác với hình tượng trong tiểu thuyết, ông không trở thành một nhà sư mà chỉ là một cư sĩ tại gia.
Không rõ ông mất năm nào. Sau khi mất, ông được tôn thụy là Công Cực đế, miếu hiệu là Tuyên Tông.

## Hình tượng trong tiểu thuyết
Trong tiểu thuyết võ hiệp Anh hùng xạ điêu của Kim Dung, Đoàn Trí Hưng là một nhân vật khá quan trọng. Ông cũng tiếp tục xuất hiện trong tiểu thuyết tiếp theo Thần điêu hiệp lữ. Ông là cháu nội đời sau của vợ chồng Đoàn Dự và Mộc Uyển Thanh trong tác phẩm "Thiên Long Bát Bộ".
Kết thúc Hoa Sơn luận kiếm lần thứ nhất, Đoàn Trí Hưng trở thành một trong Thiên hạ ngũ tuyệt hiệu là Nam Đế, ông có võ công rất cao, nổi tiếng với tuyệt kỹ gia truyền Nhất dương chỉ.
Sau này, Vương Trùng Dương dẫn sư đệ Chu Bá Thông tới thăm ông, bàn bạc tìm cách đối phó với Âu Dương Phong. Trong thời gian đó, Chu Bá Thông tư thông với Anh Cô, một phi tần rất được sủng ái của Đoàn Trí Hưng, sinh ra một đứa con. Vì việc này Đoàn Trí Hưng rất bất bình và ghen tuông. Song, khi ấy võ công của ông tăng lên rất mạnh, không muốn ảnh hưởng đến việc luyện tập, ông bỏ qua cho họ. Một thời gian ngắn sau, Cừu Thiên Nhận lại tìm đến đánh đứa bé một chưởng rất nặng nhằm khiến Đoàn Trí Hưng hao tổn nội lực để cứu nó nhưng vì ghen tuông, ông đã không cứu đứa bé. Tức giận, Anh Cô đâm chết đứa bé rồi bỏ đi. Đoàn Trí Hưng đau đớn, hối hận. Trong truyện Anh Hùng Xạ Điêu, ông thoái vị đi tu lấy hiệu là Nhất Đăng đại sư. Bốn vị đại thần trong triều cũng từ quan đi theo ông gọi là Ngư (nguyên Thủy Quân đô đốc Trử Đông Sơn), Tiều (nguyên Đại tướng quân Trương Thiếu Thủ), Canh (nguyên Tổng quản ngự lâm quân Võ Tam Thông), Độc (nguyên Đại thừa tướng Chu Tử Liễu).
Về sau, ông đã dùng công phu Nhất Dương Chỉ của mình cứu sống Hoàng Dung nhưng nhờ có khẩu quyết của Cửu Âm chân kinh mà không bị tổn hao công lực. Cuối truyện, trên đỉnh Hoa Sơn, Nhất Đăng đại sư đã làm Cừu Thiên Nhận giác ngộ, khiến y tự nguyện quy y, lấy hiệu là Từ Ân.
Tiếp tục sang tiểu thuyết Thần điêu hiệp lữ, Nhất Đăng Đại sư lại xuất hiện giúp Tiểu Long Nữ khi nàng đang bị trọng thương, rồi cùng sư đệ của mình đến Tuyệt tình cốc để tìm thuốc giải độc Hoa tình.
Cuối truyện, ông, Chu Bá Thông và Anh Cô hoá giải những oán hận trước đây, tham gia vào cuộc chiến bảo vệ thành Tương Dương.
Tại Hoa Sơn luận kiếm lần thứ ba, Nhất Đăng Đại Sư được bầu vào Thiên hạ ngũ tuyệt, hiệu là Nam Tăng.